# Against the Current
Against The Current (часто скорочують ATC) — американський рок-гурт з Пукіпсі (Нью-Йорк), створений у 2011 році. Станом на 2023 рік до складу гурту входять головна вокалістка Кріссі Костанца, гітарист Ден Ґоу та барабанщик Вілл Феррі. Гурт швидко отримав значну кількість прихильників в Інтернеті завдяки публікації каверів на різні популярні пісні на YouTube. Вони зіграли на Warped Tour у 2016 році.
Перший мініальбом гурту Infinity вийшов у травні 2014 року під власним лейблом. Наступний мініальбом Gravity був випущений 17 лютого 2015 року. Незабаром після цього Against The Current підписали контракт зі звукозаписним лейблом Fueled by Ramen. Дебютний студійний альбом In Our Bones вийшов 20 травня 2016 року. У 2017 році група співпрацювала з популярною відеогрою League of Legends у створенні пісні «Legends Never Die» для Чемпіонату світу з League of Legends 2017. Другий студійний альбом гурту Past Lives вийшов 28 вересня 2018 року, а третій мініальбом Fever ― 23 липня 2021 року. 10 січня 2022 року відбувся реліз синглу «Wildfire». Пізніше того ж року гурт розійшовся зі своєю звукозаписною компанією і з того часу час від часу випускав сингли, продовжуючи гастролювати.

## Історія

### Заснування
Against The Current був створений на початку 2011 року Деном Ґоу, Віллом Феррі та Джеремі Ромпалою. Влітку того ж року до них приєдналася Кріссі Костанца після того, як спільний друг познайомив їх із Ґоу, Феррі та Ромпалою. Через кілька місяців до гурту приєднався бас-гітарист Джо Сіммонс.
Вілл Феррі є молодшим братом басиста We Are The In Crowd і арт-менеджера Майка Феррі, котрий як менеджер групи використовував свої стосунки з відомими виконавцями кавер-версій на YouTube, такими як Курт Г'юго Шнайдер і Алекс Гут, щоб допомогти гурту досягти успіху завдяки кавер-версіям популярних пісень, що були опубліковані як спільна робота на більш відомих каналах.

### Музична кар'єра
У 2014 році Джо Сіммонс і Джеремі Ромпала покинули гурт.
27 травня 2014 року Against The Current випустили свій дебютний мініальбом Infinity незалежно через онлайн-розповсюдження. Мініальбом посів 28 місце в чартах Heatseekers Albums. Група гастролювала на підтримку випуску Infinity протягом більшості 2014 року. Після кількох турів вони записали другий мініальбом Gravity, який вийшов 17 лютого 2015 року. Мініальбом містив шість пісень, а у пісні «Dreaming Alone» взяв участь Така з ONE OK ROCK. Через кілька тижнів після випуску 'Gravity' Against The Current оголосили, що 4 березня 2015 року вони підписали контракт з лейблом Fueled By Ramen. Мініальбом Gravity потрапив у чотири чарти журналу Billboard, а також увійшов до чартів Alternative Albums, Independent Albums, Rock Albums і Heatseekers Albums, досягнувши 23, 27, 36 і 4 місць відповідно.
22 травня 2015 року гурт оголосив про свій перший хедлайнерський тур на підтримку мініальбому Gravity під назвою Gravity World Tour. Тур тривав 4 місяці (серпень — листопад 2015) і містив концерти у Північній Америці, Азії та Європі.
1 серпня 2015 року Against The Current оголосили про завершення запису свого першого повноформатного альбому. 6 лютого 2016 року гурт анонсував назву свого майбутнього альбому In Our Bones та дату його виходу — 20 травня 2016 року. Alternative Press назвав цей альбом «поп-рок досконалістю».
14 вересня 2017 року Against The Current співпрацювали з Riot Games над створенням синглу «Legends Never Die» для Чемпіонату світу з League of Legends 2017, що був опублікований на YouTube-каналі Riot Games. 4 листопада 2017 року гурт виступив наживо на церемонії відкриття та закриття Чемпіонату світу з League of Legends 2017.
11 травня 2018 року Against The Current випустили два сингли «Strangers Again» і «Almost Forgot» з альбому Past Lives, що вийшов 28 вересня 2018 року. 17 серпня 2018 року вийшов сингл «Personal», а 14 вересня того ж року ― сингл «Voices».
28 жовтня 2020 року гурт випустив нову пісню «That Won't Save Us», а 10 березня 2021 року вийшов другий сингл «Weapon». За ними пішла третя пісня «again & again» за участі Guardin 23 червня 2021 року. 23 липня 2021 року вийшов третій мініальбом гурту Fever.
10 січня 2022 року Against the Current співпрацювали з Чемпіонатом Європи з League of Legends над піснею під назвою «Wildfire» із запрошеними вокалістами Ведіусом та Дракосом, яка стала частиною рекламної акції весняного сезону змагань з League of Legends 2022 року. У серпні 2022 року гурт оголосив, що вони не подовжили контракт з Fueled by Ramen. Відтоді вони випустили незалежні сингли «Blindfolded», «'Good Guy'» і «Silent Stranger», які супроводжувалися початком їхнього світового туру Nightmares & Daydreams World Tour. У 2024 році гурт випустив сингли «Barely Breathing» і «Caught It» спільно з From Ashes to New і VOILÀ відповідно.

## Музичний стиль
Музику Against the Current описують як поп-рок, поп-панк, альтернативний рок, і синті-поп. У другому альбомі Past Lives гурт відходить від поп-панку; в інтерв'ю Billboard Костанца сказала: «Ми всі великі шанувальники поп-музики; це, безперечно, напрямок, у якому ми завжди хотіли рухатися. У цьому альбомі ми нарешті були безстрашні та скинули шкіру. Ми хотіли створити музику, яка відображала б наші особистості зараз, а також те, ким ми хотіли бути».

## Учасники гурту

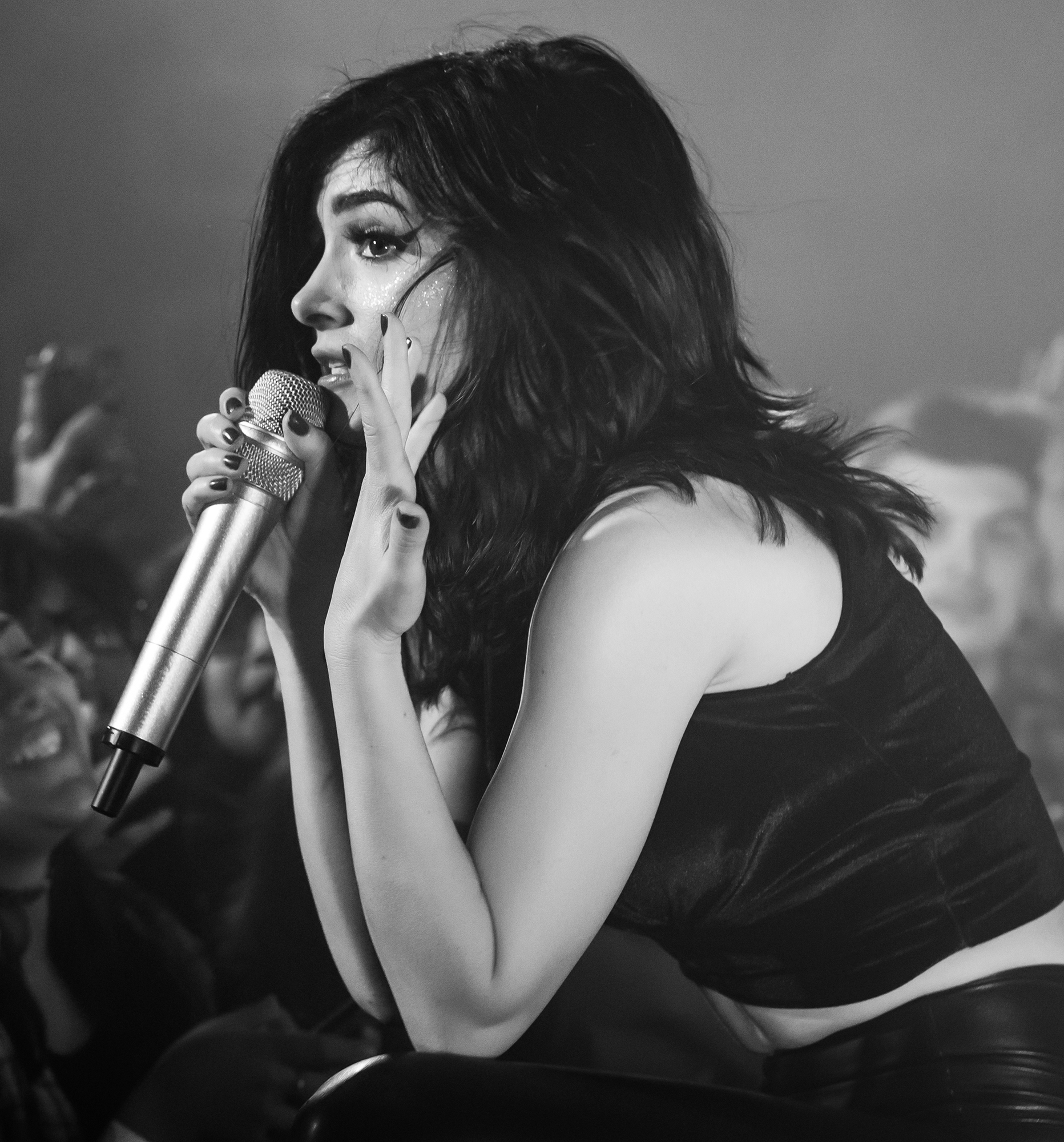
Вокалістка Кріссі Костанца

Поточні учасники
- Кріссі Костанца — головний вокал (2011–дотепер)
- Ден Ґоу — соло-гітара, бек-вокал (2011–дотепер), ритм-гітара, бас (2014–дотепер)
- Вілл Феррі — ударні, акустична гітара, фортепіано, клавішні, бек-вокал (2011–дотепер)

Колишні учасники
- Джеремі Ромпала — ритм-гітара, фортепіано (2011—2014)
- Джо Сіммонс — бас, бек-вокал (2011—2014); гастролі (2014–дотепер)

Концертні учасники
- Девід Вітмор — бас-гітара, бек-вокал (2020–дотепер)

Колишні концертні учасники
- Ру Бакстон — ритм-гітара, соло-гітара, клавішні, бек-вокал (2015—2018)
- Джордан Екс (We Are the In Crowd) — ритм-гітара, соло-гітара, клавішні (2020—2022), бек-вокал (2016—2022), бас (2016—2020)

## Дискографія

### Студійні альбоми
| Назва                                       | Деталі                                                                              | Пікові позиції у чартах | Пікові позиції у чартах | Пікові позиції у чартах | Пікові позиції у чартах | Пікові позиції у чартах | Пікові позиції у чартах | Пікові позиції у чартах |
| Назва                                       | Деталі                                                                              | US                      | US Alt                  | US Rock                 | US Heat                 | CAN                     | JPN                     | UK                      |
| ------------------------------------------- | ----------------------------------------------------------------------------------- | ----------------------- | ----------------------- | ----------------------- | ----------------------- | ----------------------- | ----------------------- | ----------------------- |
| In Our Bones                                | - Дата випуску: 20 травня 2016 - Лейбл: Fueled by Ramen - Формат: CD, завантаження  | 181                     | 15                      | 20                      | 2                       | 83                      | 66                      | 28                      |
| Past Lives                                  | - Дата випуску: 28 вересня 2018 - Лейбл: Fueled by Ramen - Формат: CD, завантаження | —                       | —                       | —                       | —                       | —                       | 185                     | 86                      |
| «—» означає, що запис не потрапив до чарту. |                                                                                     |                         |                         |                         |                         |                         |                         |                         |

### Мініальбоми
| Назва                                                           | Деталі                                                                        | Пікові позиції у чартах | Пікові позиції у чартах | Пікові позиції у чартах | Пікові позиції у чартах | Пікові позиції у чартах |
| Назва                                                           | Деталі                                                                        | US Alt                  | US Ind                  | US Rock                 | US Heat                 | JPN                     |
| --------------------------------------------------------------- | ----------------------------------------------------------------------------- | ----------------------- | ----------------------- | ----------------------- | ----------------------- | ----------------------- |
| Infinity                                                        | - Дата випуску: 27 травня 2014 - Лейбл: — * Формат: CD, завантаження          | —                       | —                       | —                       | 28                      | —                       |
| Infinity (The Acoustic Sessions)                                | - Дата випуску: 27 листопада 2014 - Лейбл: — * Формат: завантаження           | —                       | —                       | —                       | —                       | —                       |
| Gravity                                                         | - Дата випуску: 17 лютого 2015 - Лейбл: — * Формат: CD, завантаження          | 23                      | 27                      | 36                      | 4                       | 33                      |
| Gravity (The Acoustic Sessions, Vol. II)                        | - Дата випуску: 10 липня 2015 - Лейбл: — * Формат: завантаження               | —                       | —                       | —                       | —                       | —                       |
| Fever                                                           | - Дата випуску: 23 липня 2021 - Лейбл: Fueled by Ramen - Формат: завантаження | —                       | —                       | —                       | —                       | —                       |
| «—» denotes a recording that did not chart or was not released. |                                                                               |                         |                         |                         |                         |                         |

### Сингли
| Рік  | Назва                                          | Альбом       |
| ---- | ---------------------------------------------- | ------------ |
| 2012 | «Thinking»                                     | Single only  |
| 2013 | «Closer, Faster»                               | Infinity     |
| 2013 | «Guessing»                                     | Single only  |
| 2014 | «Gravity»                                      | Gravity      |
| 2015 | «Outsiders»                                    | Single only  |
| 2015 | «Talk»                                         | Gravity      |
| 2016 | «Running with the Wild Things»                 | In Our Bones |
| 2016 | «Runaway»                                      | In Our Bones |
| 2016 | «Wasteland»                                    | In Our Bones |
| 2016 | «Young & Relentless»                           | In Our Bones |
| 2017 | «Legends Never Die»                            | Single only  |
| 2018 | «Almost Forgot»                                | Past Lives   |
| 2018 | «Strangers Again»                              | Past Lives   |
| 2018 | «Personal»                                     | Past Lives   |
| 2018 | «Voices»                                       | Past Lives   |
| 2020 | «That Won't Save Us»                           | Fever        |
| 2020 | «That Won't Save Us (Acoustic)»                | Single only  |
| 2021 | «Weapon»                                       | Fever        |
| 2021 | «Again & Again»                                | Fever        |
| 2022 | «Wildfire» (Includes LEC Version)              | Single only  |
| 2022 | «Blindfolded»                                  | Single only  |
| 2023 | «good guy»                                     | Single only  |
| 2023 | «silent stranger»                              | Single only  |
| 2024 | «Barely Breathing» (feat. Against The Current) | Single only  |
| 2024 | «Caught It»                                    | Single only  |